# Nya Chartago

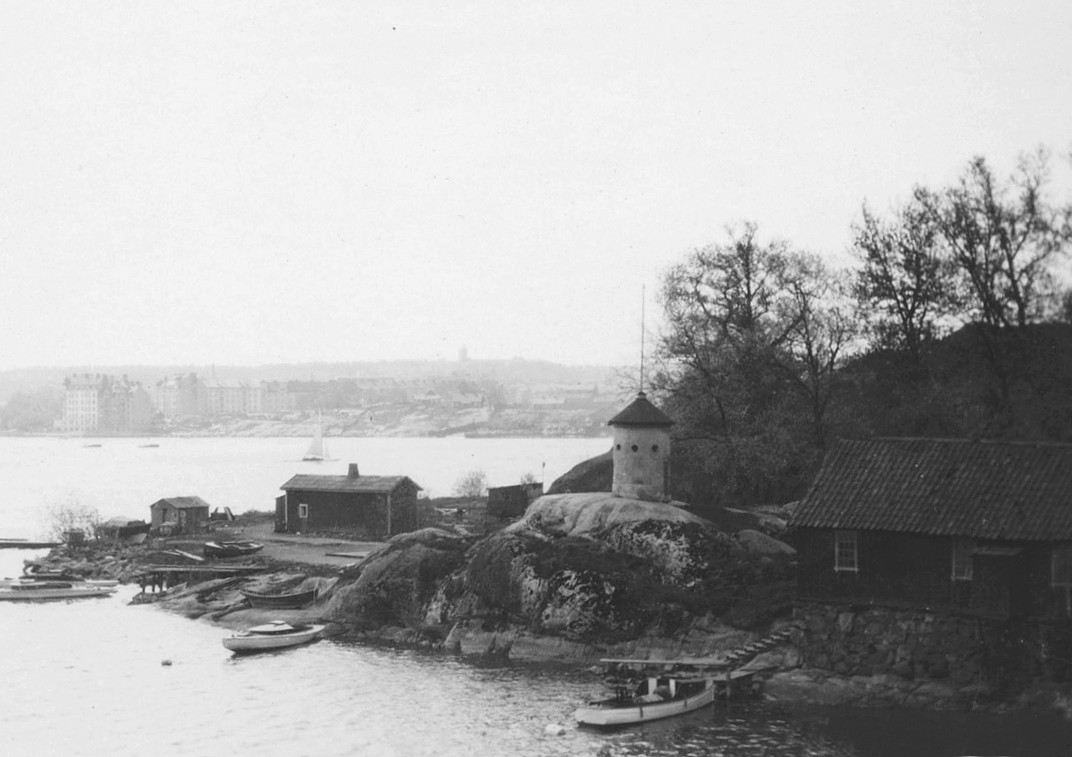
Nya Chartago 1925

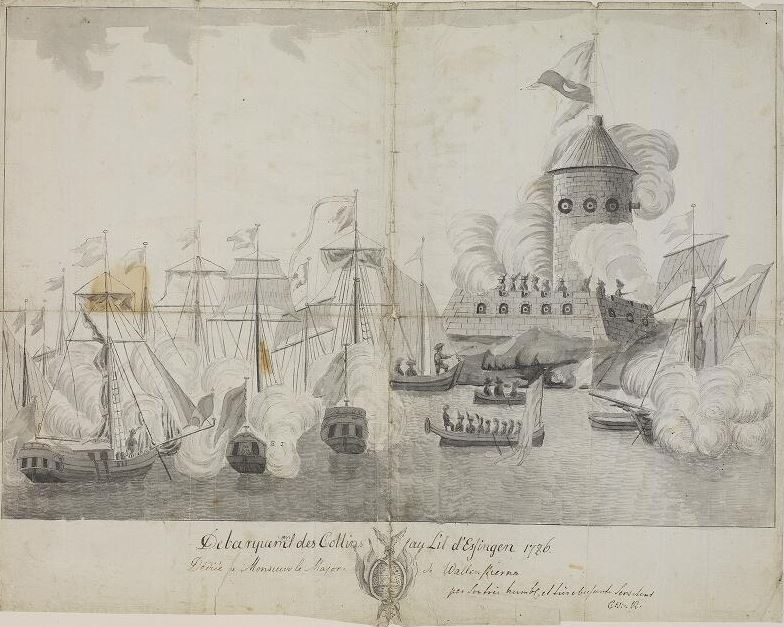
Invigning av fästningen 1786

Nya Chartago (även som Nya Carthago eller Karl XIII:s torn), var Coldinuordens fästning på Lilla Essingen i Stockholm.

## Historik
Coldinuordens första svenska ordensloge, Arla Coldin, invigdes i Stockholm år 1765. Ordenssällskapet går enligt egen uppgift tillbaka på en sjöfararorden från medeltiden med rötter från området kring Medelhavet. År 1765 seglade fem båtar från orden till Krankholmen som blev det första utflyktsmålet för en eskaderfärd med svenska segelbåtar. Man skaffade sig fasta stödjepunkter till seglatserna i formen av små fästningar, och i detta syfte invigdes den lilla fästningen Nya Chartago på Lilla Essingen 1786, då orden mottog den av vinskänken på Källaren Pelikan vid Brunnsbacken på Söder, herr J G Bleumorier. Den bestod av ett runt torn med salutbatteri, och hit seglade man och bedrev belägringar och bataljer. Ett liknande kastell uppfördes även på Lidingö.
Fästningen avträddes den 19 april 1797 till ägaren av Ulvsunda slott som övertog uppgiften att skjuta salut för de seglande på Mälaren, medan kommendanten beviljades fritt avtåg med manskapet och tio kanoner.
Tornet stod kvar till 1932 då det revs för att ge plats för en nybyggnad. Denna kom dock aldrig att uppföras. Istället anlades Luxparken. På en bergskulle vid Montebellogatans slut står idag Coldinuordens gröna och vita järnkors.